# Missionarische Diener der Heiligsten Dreifaltigkeit
Die Missionarischen Diener der Heiligsten Dreifaltigkeit (lat.: Congregatio Missionariorum Servorum Sanctissimae Trinitatis, en.: Missionary Servants of the Most Holy Trinity,  Ordenskürzel: MSSST bzw. ST) sind eine  klerikale Kongregation päpstlichen Rechts. Die Kongregation wurde 1928 von Pater Thomas Augustine Judge CM (1868–1933) gegründet.

## Geschichte und Selbstverständnis
Im Jahre 1916 gründete Pater Judge in Opelika (Alabama) einen neuen Konvent der Vinzentiner. Zusammen mit einigen Mitbrüdern und Laien berief er eine Arbeitsgruppe ins Leben. Gemeinsam hatte man sich zur Aufgabe gemacht, die Priester bei ihrer Arbeit zu unterstützen, gleichzeitig nahm man sich der Einwanderergruppen an. Die Ordensbrüder eröffneten eine Schule und richteten eine Krankenstation ein. Sie lebten, arbeiteten und beteten zusammen, es entstand eine brüderliche Gemeinschaft. 
Am 22. Januar 1921 erhielt die Ordensgemeinschaft die bischöfliche Genehmigung von Bischof  Edward Allen. Der Nachfolger Allens, Bischof Thomas Toolen, förderte die Arbeit der Gemeinschaft und unterstützte ihre Ziele. Am 24. April 1958 erhielt die Kongregation das Decretum laudis von Papst Pius XII. unter gleichzeitiger Anerkennung der Ordensregeln. 
Die „Diener der Allerheiligsten Dreifaltigkeit“, wie sie nun hießen, haben sich zur Aufgabe gemacht die  Sozialenzykliken der Päpste in die Praxis umzusetzen. Deshalb verstehen sie sich als „Diener“ und „Verteidiger“ der Religion. Sie setzen sich insbesondere gegen antikatholische Bewegungen und Sekten ein und betreiben eine verstärkte Mission.

## Organisation
Die Kongregation ist in den Vereinigten Staaten beheimatet und hat Niederlassungen in Puerto Rico, Mexiko, Kolumbien und Costa Rica. In den USA arbeiten sie in Alabama, Arizona, Kalifornien, Florida, Georgia, Idaho, Maryland, Mississippi, New Jersey und Ohio. Die Ordensgemeinschaft wird durch einen Generalsuperior, der die Bezeichnung  Guardian führt, und dem Generalat geleitet. Im Dezember 2005 zählte die Gemeinschaft 90 Priester, 6 Novizen und 47 Laienbrüder, die auf 36 Einrichtungen verteilt sind. Das Generalat hat seinen Sitz in  Silver Spring (Maryland), das Leitungsgremium besteht aus dem Guardian (seit 2008 Pater John Edmunds, der Austin Walsh ablöste), einem Vikar als Stellvertreter, dem Generalsekretär und zwei Beisitzern.